# Abu Ahmed al-Kuwaiti
Abu Ahmed al-Kuwaiti ( numele scris în arabă : أبو أحمد الكويتي ), (decedat la 2 mai 2011), nume real: Ibrahim Saeed Ahmed  (cunoscut și sub numele de Shaykh Abu Ahmed, Arshad Khan și Mohammed Arshad ) a fost un membru al grupării al-Qaeda și un curier care a lucrat pentru Osama bin Laden.
Al-Kuwaiti făcea parte dintr-un grup etnic afghan cunoscut ca "Pashto". El a fost născut și crescut în Kuweit, vorbind atât limba paștună, cât și araba.